# 永琏
永琏（1730年8月9日—1738年11月23日），愛新覺羅氏，清朝乾隆帝次子，生母是孝贤纯皇后。

## 生平
永璉於雍正八年六月二十六日（1730年8月9日）申時出生，是乾隆帝嫡長子，母親是乾隆帝的元配孝賢純皇后。永璉為其祖父雍正帝親自命名，因「璉」字代表宗廟之器，寓意將來要繼承皇位之意。
乾隆元年七月初二日（1736年8月8日），由乾隆帝親書密旨立為皇太子，藏於乾清宫正大光明匾之後。
乾隆三年（1738年）十月十二日，在寧壽宮患寒疾，不久夭折，年僅八歲。乾隆帝極為傷感，於同年十一月諭曰：「永璉乃皇后所生，朕之嫡子，聰明貴重，氣宇不凡。皇考命名，隱示承宗器之意。朕御極後，恪守成式，親書密旨，召諸大臣藏於乾清宮『正大光明』榜後，是雖未冊立，已命為皇太子矣。今既薨逝，一切典禮用皇太子儀注行。」旋冊贈皇太子，諡端慧。
乾隆帝命永璉的喪禮以皇太子儀注行，並為永璉修建端慧皇太子園寢，避諱其名「璉」字，於乾隆八年十二月十一日（1744年1月25日）入葬。因為是皇太子園寢，所以祭祀的等级僅次於帝、后陵，每年的清明、中元、冬至、歲暮祭日，都由皇帝從京師派王公前往祭祀。皇帝親謁東陵時，有時也親往奠釃。
清東陵陵園外圍的陪葬墓中，只有端慧皇太子園寢駐有八旗兵，並非像其他陪葬墓般由綠營派兵保護。值班的八旗官兵平日駐扎在陵園外的營房内。除保衛陵寝安全之外，陵寝祭祀之日，值班的八旗士兵都會配合禮部，抬撤桌张、支領金银器皿等。

## 延伸阅读
[在维基数据编辑]
 《清史稿·卷221》，出自趙爾巽《清史稿》

## 影視作品
| 類別   | 作品   | 演員 |
| ------ | ------ | ---- |
| 電視劇 | 如懿傳 | 垚   |